# Grad Pabštajn
Grad Pabštajn  (nemško Pabenstein) je sredi 13. stoletja pozidal deželno- knežji ministerial vitez Pabo Draneški ali Treunski. Stolpast grad je stal na Gradišču nad vasjo Gorca v Halozah v občini Podlehniku, južno nad reko Dravinjo in naseljem Zgornja Pristava. Od nekdanjega stolpastega gradu so se ohranili le še skromni ostanki in sicer delno ohranjen obrambni jarek. Grad so porušili Turki leta 1532, nakar ga niso več obnovili.

## Zgodovina
Ozemlje Haloz, južno od reke Dravinje, so posedovali takratni "haloški" gospodje – Draneški ali Davinjski vitezi. Na posesti so okoli leta 1235 in do sredine 13. stoletja zgradili v svojem imenu ali za deželnega kneza več manjših gradov poleg svojega družinskega sedeža gradu Dranek ob Dravinji na Dravinjskem vrhu, Pabštajn na Gorci, Lehnik (Lichtenegg) ob Rogatnici, Gojkova in Rogatnica blizu Žetal. Po zgodovinskih listinskih virih naj bi grad Pabštajn zgradil vitez Pabo Draneški in se zato imenuje po njem. Pabo  Draneški se v listinah omenja med letoma 1235 in 1251. Vitezi, ki so živeli na gradu so se imenovali tudi po gradiču Rogatnica – Rogatniški ali Draneški. Grad so si s poroko pred 1300 pridobili vitezi Massenberški. Leta 1303 sta viteza Weigand in Henrik Massenberška opščen grad prodala vitezu Ditmarju Pesniškemu. Pesniški pa je grad in gospostvo leta 1320 prodal gospodom Ptujskim.  Ptujski so grad obnovili, saj je bil leta 1441 omenjen kot "vest Pabstein". 
Po izumrtju Ptujskih po moški liniji s smrtjo Friderika IX. Ptujskega (umrl leta 1438) so posest gradu Pabštajn leta 1441 dobili grofje Schaunberški. V habsburško-ogrski vojni je tudi ta grad zasedel ogrski kralj Matija Korvin (1479-1490) oziroma v njegovem imenu Szekelyji. Leta 1532 so grad Pabštajn porušili Turki in od takrat ni bil več obnovljen.  